# Pilochilus cynephor
Pilochilus cynephor är en mångfotingart som beskrevs av Chamberlin 1920. Pilochilus cynephor ingår i släktet Pilochilus, ordningen banddubbelfotingar, klassen dubbelfotingar, fylumet leddjur och riket djur. Inga underarter finns listade i Catalogue of Life.